# Fotogrammetria

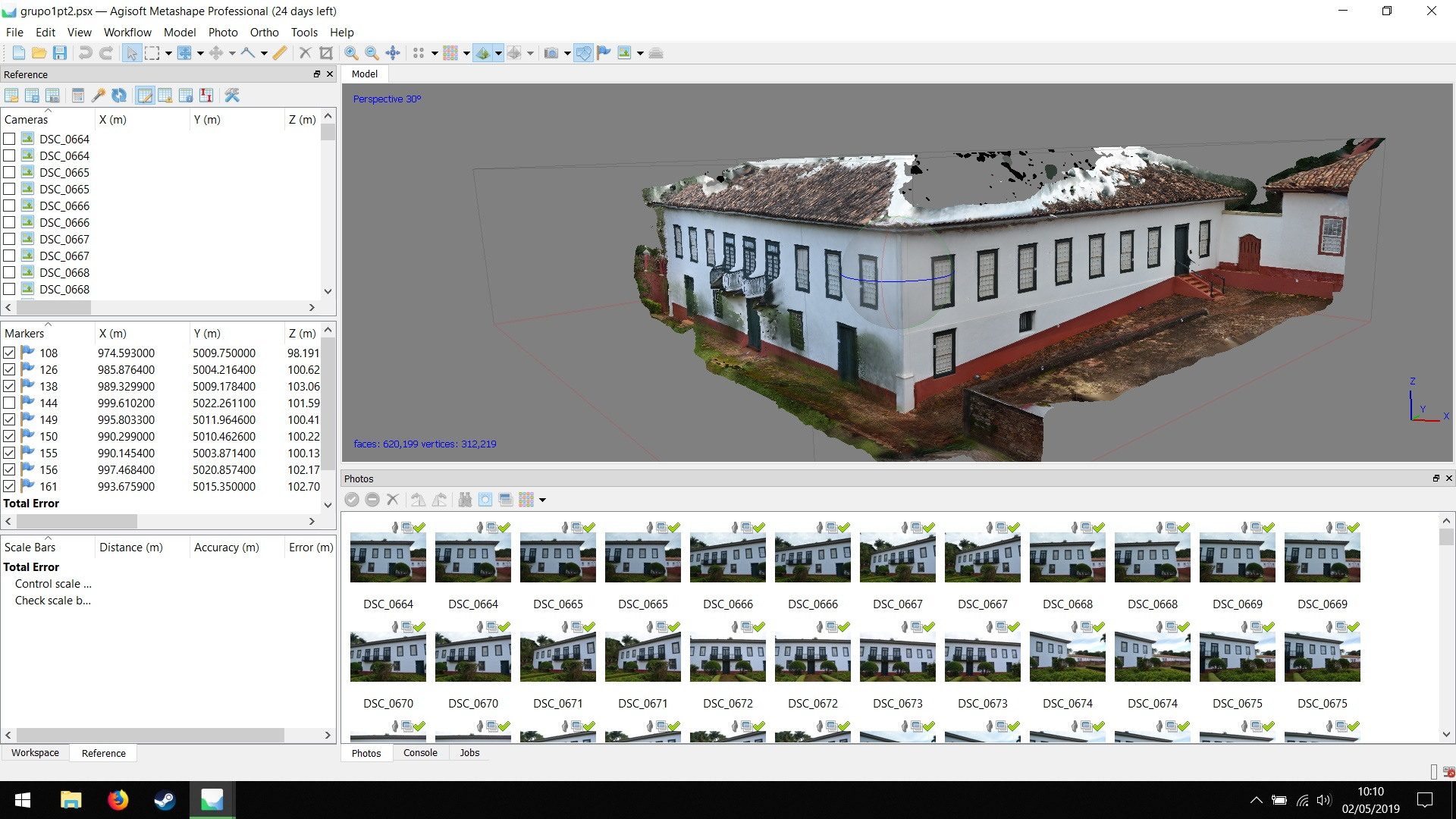
Fotogrammetria della sede della Fazenda do Pinhal, São Carlos-SP, Brasile

In geomatica, la fotogrammetria è una tecnica di rilievo che permette di acquisire dei dati metrici di un oggetto (forma e posizione) tramite l'acquisizione e l'analisi di una coppia di fotogrammi stereometrici.
Impiegata anche in cartografia e in topografia, oltre che in geologia e in archeologia, il ramo della fotogrammetria che – in architettura – interessa il rilievo di edifici e costruzioni è noto come fotogrammetria architettonica.

## Generalità

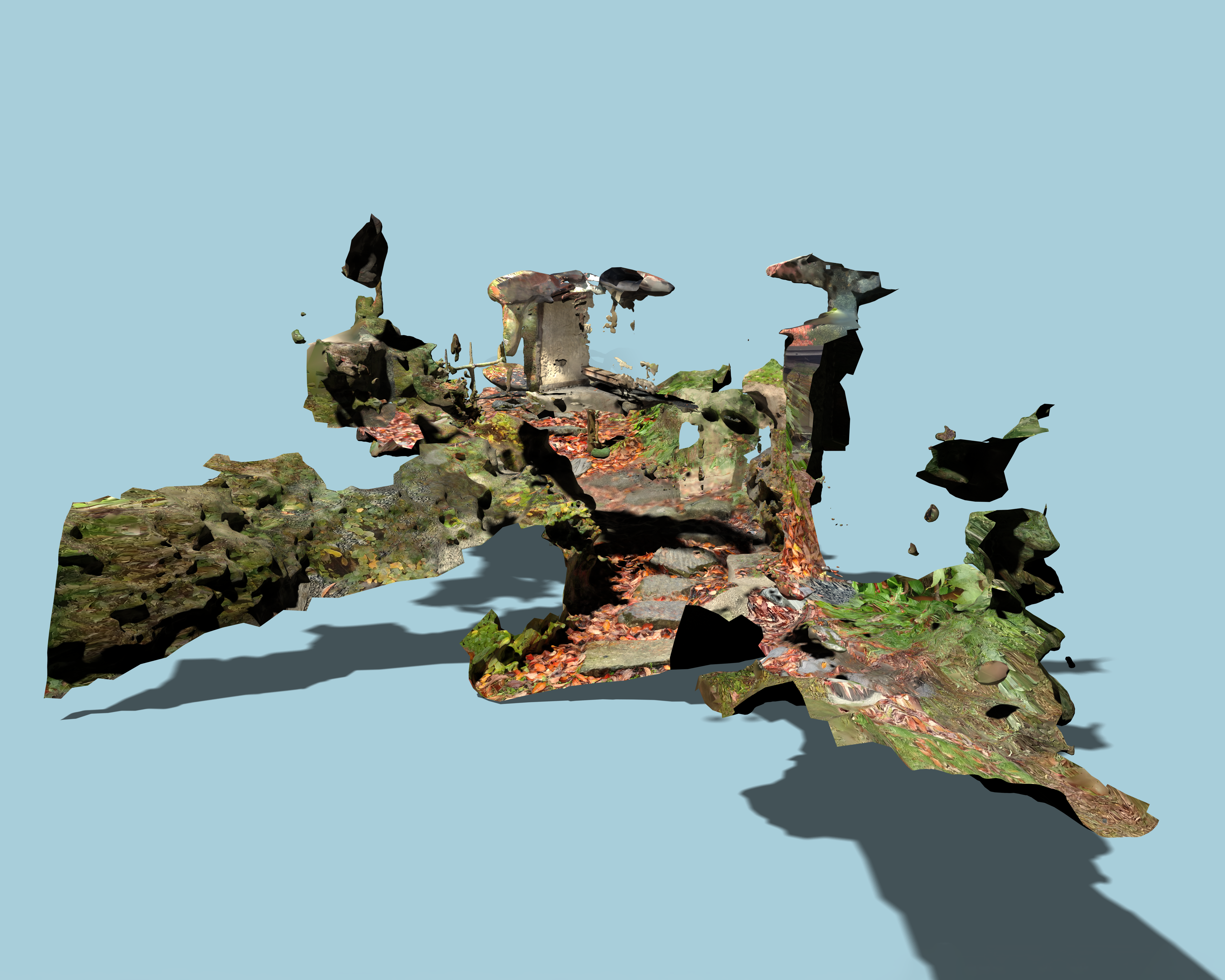
Tuure Leppänen, Reconstruction I: immagine 2D di un modello 3D creato con metodi di fotogrammetria a partire da centinaia di foto ad altezza terra di un giardino giapponese

La fotogrammetria, dunque, permette di identificare la posizione spaziale di tutti i punti d'interesse dell'oggetto considerato. Questa tecnica, per quanto originariamente nata per essere utilizzata nel rilievo architettonico, è attualmente utilizzata in massima parte per il rilevamento topografico del territorio, sviluppandosi principalmente nella forma della fotogrammetria aerea.
Uno dei maggiori ostacoli che fino a poco tempo fa non ne hanno permesso il pieno utilizzo è stato sicuramente l'elevato costo delle attrezzature necessarie alla fotogrammetria. In seguito lo sviluppo di calcolatori in grado di gestire una grande quantità di dati e della grafica computerizzata ne hanno permesso un utilizzo più semplice e rapido e con costi minori. L'avvento di queste tecnologie, infatti, ha reso obsolete le vecchie apparecchiature ottiche. In seguito a questi cambiamenti, la fotogrammetria è ora utilizzata anche in ambiti dove raramente era utilizzata in passato.
Attualmente la fotogrammetria rappresenta una delle tecniche di acquisizione dei dati del territorio tra le più affidabili, economiche e precise. Essa è molto utile nell'analisi dei cambiamenti del territorio.
La tecnica della fotogrammetria è stata utilizzata in vari ambiti: in passato, soprattutto alle origini, era utilizzata principalmente in ambito bellico e nella cartografia, ma i settori in cui è ora utilizzata sono molteplici: dall'architettura all'ingegneria, dalla geologia all'archeologia, dall'utilizzo per operazioni di polizia alla cinematografia (esempio di questo utilizzo può essere Fight Club) e anche per individuare petrolio nel sottosuolo.

## Storia
La storia della fotogrammetria è molto legata alla storia della geometria descrittiva, che ne ha determinato i principi teorici, e naturalmente all'ottica e alla fotografia. L'immagine fotografica, infatti, è assimilabile al concetto di prospettiva centrale. La tecnica della fotogrammetria, quindi, ha sfruttato le conoscenze di queste due discipline sintetizzandole in una tecnica che ci permette l'analisi del territorio con buona approssimazione.
Le basi per la nascita della futura fotogrammetria, dunque, furono gettate con la scoperta della prospettiva e delle sue leggi per legare la posizione spaziale di un punto alla sua posizione in un'immagine: nel 1759 Johann Heinrich Lambert, nella sua opera Perspectiva liber, definì le leggi matematiche su cui si basa la fotogrammetria, ma bisogna aspettare il 1883 per avere il primo studio sulle relazioni tra geometria proiettiva e fotogrammetria.
Nel 1837 si ebbero i primi sviluppi nel campo della fotografia: Louis Daguerre realizzò la prima immagine fotografica con quello che può essere considerato il progenitore della fotografia: il dagherrotipo.
Nel 1849 si ha il primo esempio di fotogrammetria, cioè di analisi di immagini fotografiche per la realizzazione di mappe topografiche. Aimé Laussedat, che usò un processo definito "iconometria", viene considerato il fondatore della fotogrammetria. Nove anni dopo, nel 1858, sperimentò perfino la fotogrammetria aerea, tecnica che consiste nel fotografare l'area interessata dall'alto. La sua tecnica venne ufficialmente accettata dalla Reale Accademia delle Scienze esatte, fisiche e naturali di Madrid nel 1862, primo riconoscimento di una tecnica fondamentale ai giorni nostri. In Italia il primo a studiarla fu Porro nel 1855; più tardi l'ing. Paganini dell'I.G.M. usò un sistema di fotografia presa da terra per il Monte Rosa e le Alpi Apuane.
In seguito si perfezionò la tecnica della fotogrammetria aerea, realizzata soprattutto dall'alto di mongolfiere, molto utile per scopi militari. Un esempio di questo utilizzo può essere la Battaglia di Solferino e San Martino, in cui Napoleone III ordinò che fosse compiuta una ricognizione con questa tecnica.
Ma il termine "fotogrammetria" è stato utilizzato per la prima volta nel 1893 da Albrecht Meydenbauer, fondatore e direttore fino al 1909 dell'Istituto Reale Prussiano di Fotogrammetria.
Nel 1924 Otto von Gruber perfezionò le leggi matematiche applicate alla fotogrammetria dando origine alla fotogrammetria analitica, cioè quel tipo di fotogrammetria che utilizza principalmente un metodo analitico, e rendendo più veloce il processo.
In seguito la fotogrammetria ebbe numerosi passi avanti: si tennero addirittura dei congressi in proposito a Zurigo nel 1930, Parigi nel 1934, Roma nel 1938 e vennero inventati gli apparecchi Nistri per la fotocartografia, ma questa tecnica rimaneva molto costosa a causa della complessità delle apparecchiature utilizzate. Il progresso tecnologico permise l'utilizzo di macchinari digitali, che abbassarono notevolmente i tempi necessari alle operazioni e i costi.
La fotogrammetria aerea fu utilizzata anche nel Programma Apollo per mappare la superficie lunare. Questa tecnica viene utilizzata anche per la mappatura dei pianeti da parte delle sonde spaziali.

## Tipi di fotogrammetria
È possibile differenziare i diversi tipi di fotogrammetria secondo due criteri fondamentali.

### Differenziazione in base alla distanza della ripresa

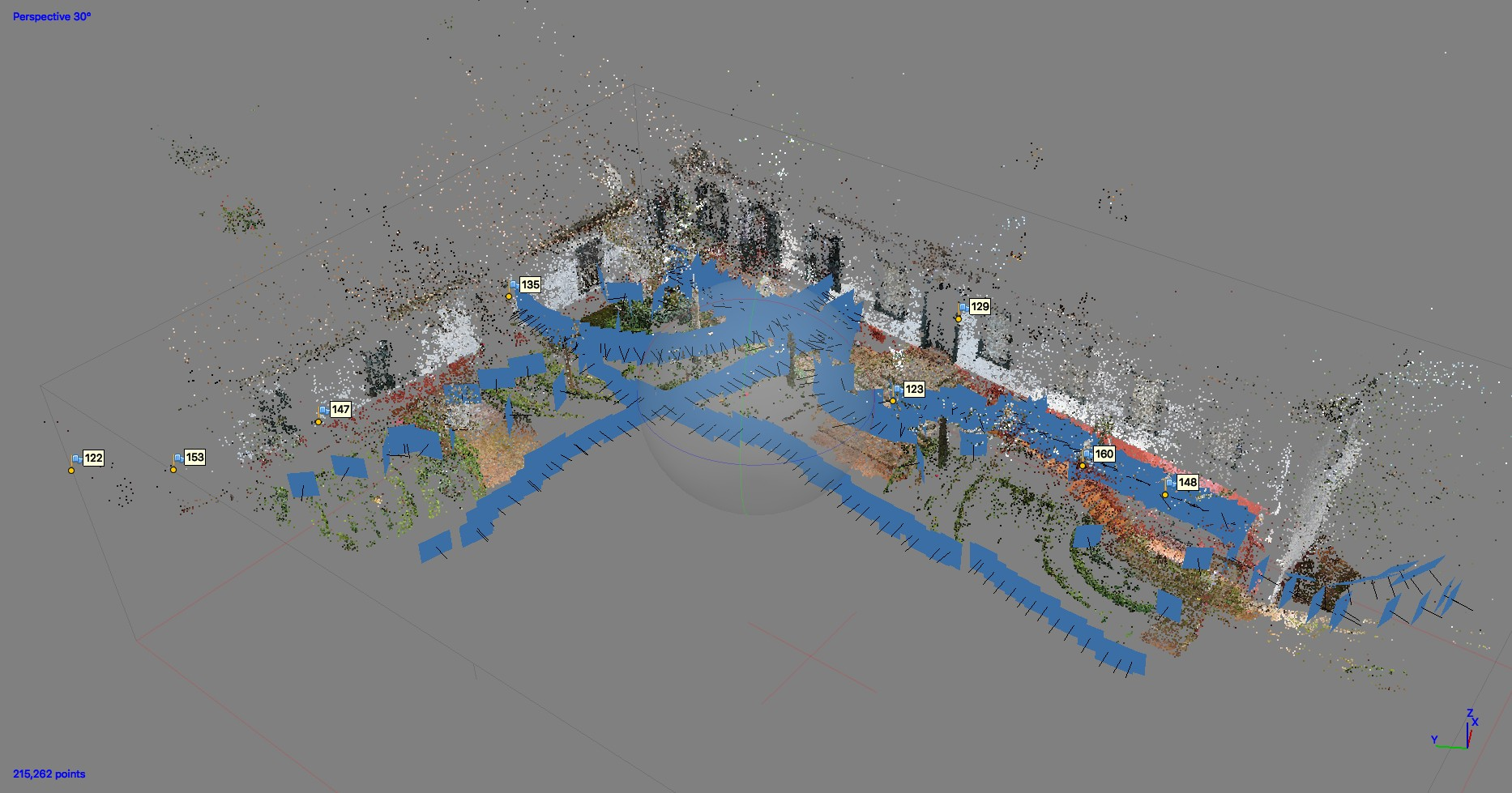
Fotogrammetria della sede della Fazenda do Pinhal, São Carlos-SP, Brasile

A seconda degli strumenti (fotocamere classiche o digitali "a pixel", normali, metriche singole, metriche accoppiate) utilizzati nella fotogrammetria, le immagini fotografiche possono essere ottenute da distanze differenti. In base a questo criterio la fotogrammetria si divide in:
1. Microfotogrammetria. Trova applicazione in laboratorio, mediante utilizzo di stereoimmagini (foto classiche o digitali) ricavate con stereomicroscopi di base 6 cm. Campi d'impiego: medicina, chirurgia, scienze naturali (es. paleontologia), scienze fisiche (es. provini di fonderia spezzati), ecc.
2. Fotogrammetria "degli oggetti vicini" (In inglese, Close Range Photogrammetry). Molto utilizzata per il rilevamento su distanze da 1m a 30m, con basi stereometriche da 0,30m, 1,20m ed oltre. Campi d'impiego: studi per lo sviluppo urbanistico di aree dismesse o da riqualificare, indagini strutturali e creazione di modelli 3D di edifici ed infrastrutture, studi antropologici e zootecnici, indagini giudiziarie, restauro artistico di sculture e monumenti, rilievo di incidenti stradali, misurazioni d'alta precisione in officina, ecc.
3. Fotogrammetria Architettonica.
4. Fotogrammetria Terrestre. La Fgm Terrestre vera e propria è stata all'origine dei rilevamenti topografici accurati, a differenza dei precedenti, classici della celerimensura, che erano ottenuti con interpolazione fra punti del terreno, più o meno equamente distribuiti per rappresentare la morfologia del territorio. Il primo esperimento di questa procedura in Italia avvenne sulle Alpi Apuane poco dopo il 1880, a cura del Capitano Ing. Paganini, dell'I.G.M. di Firenze.

Dopo un periodo di grande utilizzo per la cartografia di terreni molto accidentati, a partire dal 1950 circa, la fotogrammetria terrestre è stata in gran parte soppiantata dalla fotogrammetria aerea. Tuttavia la fotogrammetria terrestre rimane metodo insostituibile, per accuratezza di dettaglio e precisione conseguibile, quando si debbano rilevare pareti rocciose a picco od a strapiombo magari entro forre, là dove nessun aeroplano potrebbe operare.
Le basi stereometriche in tal caso variano dai 5 m ai 100 m ed oltre; le distanze fra le camere ed il terreno sono comprese fra 50 m ed un kilometro ed oltre; gli strumenti sono fototeodoliti o camere metriche montate su treppiedi; la lunghezza delle basi deve essere conosciuta al millimetro.
Gli assi ottici delle camere di ripresa possono essere paralleli o convergenti; inclinati di pari entità verso il basso di 5, 10, 15 o 20 gradi oppure di 7, 14, 21, 28 gradi; obliqui verso destra o verso sinistra, tutto ciò per riuscire a fotografare il terreno in modo completo.
Campi d'impiego: rilievi geo-stratigrafici strutturali di pareti a picco; mappature di alta precisione per lo studio dell'imposta delle dighe, degli sbarramenti, dei ponti, ma anche il controllo della variazione della freccia d'incurvamento dei grandi ponti sospesi, nonché la posizione delle funi in occasione dei collaudi, nelle successive posizioni del treno di veicoli sovraccaricati.
Altro impiego, più recente e sofisticato, che si avvicina alla fotogrammetria industriale (vedere testo apposito), è quello dei controlli dimensionali di tipo ingegneristico strutturale su grandi fabbricati (prima, durante e dopo il raddrizzamento di antiche torri o chiese lesionati a seguito di cedimenti differenziali, ovvero accertamento della vera forma e dimensioni di monumenti problematici in assetto inconsueto). Nel primo caso, Cattedrale di York (Newton, anni '60); nel secondo, Torre Pendente di Pisa (Baj & Bozzolato, 1984, 1991).
- Fotogrammetria architettonica, caratterizzata da una distanza tra il sensore e l'oggetto da osservare al massimo di qualche decina di metri. Questa tecnica viene utilizzata principalmente per il rilievo architettonico (rilievo che, comunque, è possibile integrare anche con il Laser Scanner) e per la taratura e la calibrazione degli strumenti per le riprese da aereo o da satellite, soprattutto per correggere l'effetto di distorsione dell'atmosfera.
- Fotogrammetria aerea, che viene realizzata montando delle apparecchiature fotografiche su aerei che volano al di sopra del territorio da osservare. A seconda dell'estensione dell'area da rilevare e della scala di rappresentazione richiesta si passa da altezze di 300 metri ad un massimo di 20.000 metri.
- Fotogrammetria satellitare, realizzata da Space Shuttle, satelliti meteorologici o per lo studio delle risorse terrestri. Questa tecnica è utilizzata principalmente per aree estese da rilevare.
- Fotogrammetria da UAV (anche detto Aeromobile a pilotaggio remoto o UAV), che viene realizzata montando differenti sensori (camere ottiche, termocamere, sensore multi spettrale, ...) di dimensioni ridotte sui sistemi utilizzati. Per garantire un buon livello qualitativo del prodotto finale, sarà necessario seguire una procedura di calibrazione del sensore per tenere in conto, durante l'elaborazione dei dati, di eventuali correzioni geometriche. Questa tecnica è utilizzata principalmente per aree non particolarmente estese e può affiancare la fotogrammetria architettonica per il rilievo di edifici ed infrastrutture. Inoltre gli Aeromobili a pilotaggio remoto (APR) permettono di acquisire dati in scenari applicativi quali l'agricoltura, il monitoraggio di impianti industriali, il telerilevamento e altri ancora.

### Differenziazione in base al tipo di dato in output
In funzione delle attrezzature utilizzate è possibile anche differenziare i diversi tipi di fotogrammetria in base ai dati in uscita, i dati che il processo fornisce in output. Sulla base di questo criterio la fotogrammetria si divide in:
- Fotogrammetria tradizionale, tecnica che fornisce in output un dato disponibile su un supporto fotografico tradizionale.
- Fotogrammetria digitale, tecnica il cui dato in uscita è digitalizzato. In questo tipo di fotogrammetria le immagini sono gestibili attraverso il calcolatore.